# Томислав Сертић
Томислав Сертић (Удбина, 21. децембар 1902 — Београд, 27. септембар 1945), усташа, официр у војскама Краљевине Југославије и Независне Државе Хрватске. Осуђен је за ратне злочине и погубљен.

## Биографија
Рођен је 21. децембра 1902. у Удбини. Завршио је Трговачку академију у Дубровнику, а Војну академију у Београду 1923. У војсци Краљевине Југославије служио је до 1939. у чину мајора. Убрзо је приступио усташком покрету. 1940. је побегао у Мађарску, а затим у Италију где се придружио усташким емигрантима.
Након уласка нацистичких трупа у Југославију и формирања НДХ, постаје први заповедник Усташке војске у мају 1941. године. У јуну добија чин пуковника. Бавио се оснивањем усташке официрске и подофицирске школе и био њен први заповедник. Након тога обавља различите дужности у Усташкој војсци. У фебруару 1944. постаје генерал ОС НДХ, 1. септембра 1944. главар Главностожерног уреда МИНОРС-а.
Након уласка Црвене армије и слома НДХ, предао се Енглезима. Убрзо је изручен партизанима. 22. септембра 1945. пред Војним судом Врховног суда ДФЈ у Београду осуђен је на смрт, заједно са шеснаесторицом других високих официра усташке војске. Стрељан је у Јајинцима 27. септембра 1945.

## Занимљивост
Лик Томислава Сертића тајно се нашао на поштанској марки из 1957. године из серије народних ношњи Југославије, захваљујући његовој даљој рођаци, хрватској сликарки и илустраторки Зденки Сертић. На цртежу је Томислав Сертић приказан као лички јунак са Велебита, обучен у народну ношњу, окружен породицом, у стојећем ставу и ослања се на пушку.